# Finnairin Palloilijat
Finnairin Palloilijat – fiński klub piłkarski z siedzibą w mieście Helsinki, rozwiązany w 1999 roku.

## Historia
Klub został założony w 1965 roku. W 1976 roku awansował do drugiej ligi. Spędził w niej sezon 1977, podczas którego spadł z powrotem do trzeciej ligi. W 1980 roku ponownie awansował do drugiej. W 1988 roku spadł do trzeciej, ale w 1990 roku wrócił do drugiej. Z kolei w sezonie 1992 wywalczył awans do pierwszej ligi. W sezonie 1997 zajął w niej 3. miejsce. W następnym sezonie spadł do drugiej ligi, a w 1999 roku został rozwiązany. 

## Europejskie puchary
Legenda do wszystkich tabel:
- Q – runda eliminacyjna, 1/16, 1/8, 1/4, 1/2 – odpowiednia faza rozgrywek, Grupa – runda grupowa, 1r gr – pierwsza runda grupowa, 2r gr – druga runda grupowa, F – finał, R – runda, PO – play-off
- k. – rzuty karne, los. – losowanie, Dogr. – dogrywka, w. – zasada bramek strzelonych na wyjeździe

| Sezon   | Rozgrywki   | Runda | Klub            | Dom | Wyjazd | Dwumecz |
| ------- | ----------- | ----- | --------------- | --- | ------ | ------- |
| 1998/99 | Puchar UEFA | 1Q    | Hapoel Tel Awiw | 1–3 | 1–3    | 2–6     |

## Reprezentanci kraju grający w klubie
| - Erik Holmgren - Róbert Jován - Kari Laukkanen - Antti Pohja - Janne Räsänen - Toni Tervonen - Petri Järvinen - Anders Roth - Niclas Grönholm - Kimmo Tarkkio - Jouko Vuorela - Erkki Valla - Pasi Jaakonsaari - Markku Kanerva - Sixten Boström | - Mika Kottila - Tommi Grönlund - Reima Kokko - Jari Vanhala - Kari Rissanen - Tommi Paavola - Janne Suokonautio - Jari Rantanen - Janne Mäkelä - Jani Viander - Pasi Rasimus - Jari Parikka - Endre Kolár - Marrti Kuusela |